# Substance (песня)
«Substance» (с англ. — «Суть») — песня, записанная американской певицей и автором песен Деми Ловато для её восьмого студийного альбома Holy Fvck. Авторами песни выступили Ловато, Джутс и Лаура Вельтц, а также продюсеры песни — Алекс Найс, Кит Соррельс и Оук Фелдер. Песня была выпущена вторым синглом с альбома 15 июля 2022 года.

## Предпосылки
Деми Ловато выпустила первоначальный тизер песни 29 июня 2022 года. В тизере, опубликованном в виде видео в Instagram, Ловато подпевает песне. Тизер был опубликован через две недели после выхода её предыдущей песни «Skin of My Teeth», ведущего сингла Holy Fvck. Обложка песни была описана как «абстрактная». На ней Ловато изображена «сидящей у основания круглого отверстия, из которого выливается чёрный осадок».

## Композиция
«Substance» была описана как «хриплая», «гимническая поп-панковская» песня. Также песню причисляют к рок-музыке. В песне Ловато громко поёт поверх гитар и барабанов, вдохновлённых ранними годами панк-музыки. Тексты песен, присутствующие в песне, являются прямой критикой современного общества, а также напоминают о предыдущих проблемах Ловато, связанных с наркотиками, и проблемах с психическим здоровьем.

## Видеоклип
В музыкальном клипе режиссёра Коди Критчелоу, Деми Ловато «сеет хаос» в разных сценах, например, золотая сертификационная награда и стена, которую она разрушает, нанося на неё название своего альбома Holy Fvck. Есть ссылки на различные спорные вопросы в её жизни, такие как несправедливое обращение со стороны звукозаписывающих лейблов, нападки на её внешность, сексуальную ориентацию, гендерную идентичность и употребление наркотиков, на что ссылается сцена, где она натыкается на сообщение «Это твой мозг под воздействием наркотиков». Он также содержит сходство с видеоклипом на песню «La La Land» с альбома Don't Forget (2008).
В конце видео Пэрис Хилтон появляется в эпизодической роли и взрывает динамитную шашку, когда она и Ловато вместе садятся на мотоцикл. В клипе также появляется имитатор Ловато, Деметрия Черри.

## Живые выступления
Песня была исполнена 14 июля 2022 года, за день до релиза, на шоу Jimmy Kimmel Live.

## Участники записи
- Деми Ловато – исполнитель, автор
- Кит Соррельс – продюсер, автор
- Алекс Найс – продюсер, автор
- Oak – продюсер, автор
- Джутс – автор
- Лаура Вельтц – автор

## Чарты
| Чарт (2022)                                    | Высшая позиция |
| ---------------------------------------------- | -------------- |
| Новая Зеландия (RMNZ)                          | 34             |
| США (Billboard Hot Alternative Songs)          | 24             |
| США (Billboard Alternative Digital Song Sales) | 18             |
| США (Billboard Hot Rock & Alternative Songs)   | 37             |

## История выпуска
| Регион | Дата          | Формат                        | Лейбл  | Ист.   |
| ------ | ------------- | ----------------------------- | ------ | ------ |
| Мир    | 15 июля, 2022 | Цифровая дистрибуция стриминг | Island | [ 13 ] |